# Quy định thử nghiệm động vật

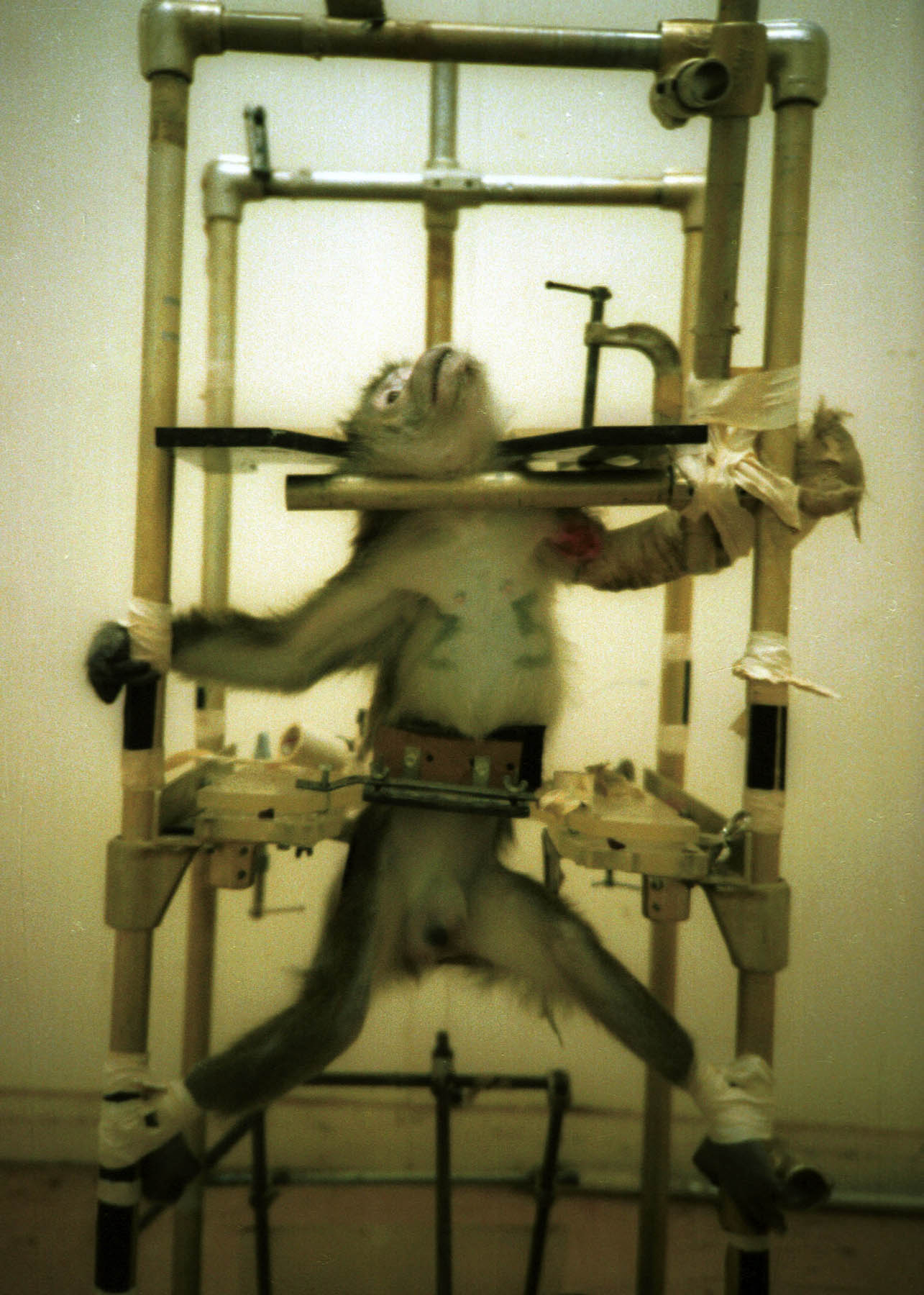
Quy định về thử nghiệm động vật để tránh tình trạng ngược đãi động vật

Quy định về thử nghiệm động vật (Animal testing regulations) là những quy định pháp lý (quy định của luật) hoặc hướng dẫn chuyên môn, quy tắc hành nghề mà có cho phép và kiểm soát việc sử dụng động vật (không phải là con người) để thực nghiệm khoa học (thử nghiệm động vật). Những quy định này rất khác nhau trên thế giới, nhưng hầu hết các chính phủ đều nhằm mục đích kiểm soát số lần (ca) các loài động vật được sử dụng, tổng số cá thể được sử dụng và mức độ đau đớn có thể gây ra mà không gây tê.
Động vật được sử dụng trong phòng thí nghiệm với nhiều lý do, trong đó có thể liên quan đến đau đớn, đau khổ hay bị hành hạ. Mức độ đau đớn và đau khổ mà thử nghiệm gây ra cho động vật thí nghiệm là chủ đề của nhiều cuộc tranh luận sôi nổi nhất là trong bối cảnh ngày nay khi các tổ chức bảo vệ quyền động vật, phúc lợi động vật ngày càng lên tiếng mạnh mẽ, chỉ trích việc lạm dụng thực nghiệm để ngược đãi động vật.

## Trên thế giới
Tính đến năm 2011, mười một quốc gia đã có hệ thống quốc gia phân loại mức độ nghiêm trọng liên quan đến đau và đau khổ ở động vật được sử dụng trong nghiên cứu là: Australia, Canada, Phần Lan, Đức, Cộng hòa Ireland, Hà Lan, New Zealand, Ba Lan, Thụy Điển, Thụy Sĩ, và Anh. Tại Việt Nam, gần đây Trường Đại học Nông nghiệp Hà Nội đã tổ chức các cuộc hội thảo về động vật thí nghiệm, theo đó một mặt đánh giá sự cần thiết của việc sử dụng động vật trong nghiên cứu khoa học, các hội thảo này cũng đã đề cập đến quyền lợi của động vật và các biện pháp bảo vệ, chăm sóc động vật phục vụ nghiên cứu khoa học. Phân loại mức độ đầu tiên được thực hiện năm 1986 ở Phần Lan và Vương quốc Anh. Số lượng các loại mức độ nghiêm trọng dao động trong khoảng 3 (Thụy Điển và Phần Lan) và 9 (Australia). 

## Tại Hoa Kỳ

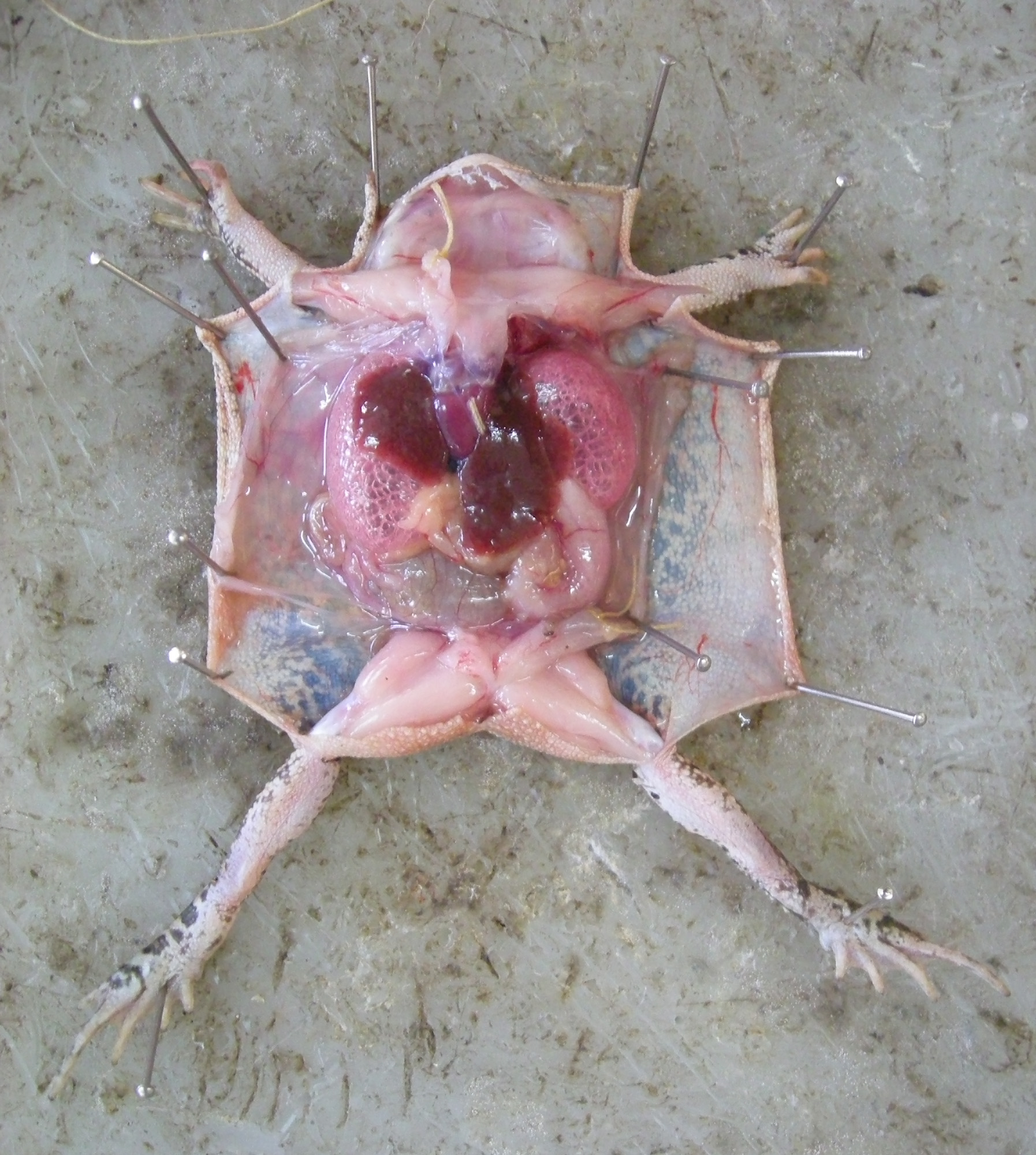
Các quy định về thử nghiệm động vật có trọng tâm là theo dõi và hạn chế những trạng thái đau đớn đối với các động vật bị thí nghiệm

Tại Mỹ có quy định "Hướng dẫn chăm sóc và sử dụng động vật trong phòng thí nghiệm" xác định các tham số cho các quy định về thử nghiệm trên động vật. Theo đó, "khả năng trải nghiệm và đáp ứng với đau là phổ biến rộng rãi trong thế giới động vật... Đau là một căng thẳng và, nếu không làm giảm, có thể dẫn đến mức không thể chấp nhận được của sự căng thẳng và đau khổ ở động vật." "Hướng dẫn" tuyên bố khả năng nhận ra các triệu chứng đau ở các loài khác nhau là điều cần thiết cho người chăm sóc và sử dụng động vật. Theo đó, tất cả các vấn đề đau và khốn khổ của động vật và điều trị tiềm năng với thuốc giảm đau và gây mê, được yêu cầu các vấn đề pháp lý cho phê chuẩn nghị định thư động vật.
Hoa Kỳ cũng có một hệ thống phân loại động vật sử dụng khoa học quốc gia bắt buộc, nhưng có sự khác biệt với các nước khác ở chỗ nó nói về các loại thuốc giảm đau đã được yêu cầu và/hoặc được sử dụng.. Bộ nông nghiệp Hoa Kỳ định nghĩa một "thủ thuật gây đau" trong nghiên cứu động vật là thủ thuật trong đó "nếu được áp dụng trên người thì sẽ gây ra đau nhiều hơn so với cơn đau nhẹ hay đau thoảng qua, hoặc gây mất sức trong phạm vi có thể chấp nhận được" Một số nhà phê bình cho rằng, có nghịch lý là trong thời đại nâng cao nhận thức về bảo vệ động vật, thì chính các nhà nghiên cứu lại có khuynh hướng phủ nhận trải nghiệm đau của động vật đơn giản chỉ vì họ không muốn thừa nhận chính mình là người gây ra điều đó. Nghiên cứu động vật có tiềm năng gây ra đau được quy định bởi Luật bảo vệ động vật 1966 ở Mỹ.

## Tại Anh
Tại Anh, các dự án nghiên cứu được phân loại là "nhẹ", "vừa phải", và "đáng kể" về sự chịu đựng mà các nhà khoa học tiến hành nghiên cứu nói rằng họ có thể gây ra; một cấp thứ tư là "không phân loại" có nghĩa là con vật đã được gây mê và bị giết chết mà không phục hồi ý thức. Nên nhớ rằng trong hệ thống của Vương quốc Anh, nhiều dự án nghiên cứu (ví dụ như chuyển đổi gen, thức ăn chăn nuôi khó chịu) sẽ đòi hỏi phải có giấy phép theo Luật (thủ thuật khoa học) động vật 1986, nhưng có thể gây đau nhẹ hay không đau hoặc chịu đựng. Trong tháng 12 năm 2001, 39% (1296) giấy phép dự án có hiệu lực đã được phân loại là "nhẹ", 55% (1811) là "vừa phải", 2% (63) là "đáng kể", và 4% (139) là "không phân loại". Trong số giấy phép dự án được ban hành năm 2009, 35% (187) được phân loại là "nhẹ", 61% (330) là "vừa phải", 2% (13) là "nghiêm trọng" và 2% (11) không phân loại., và nghiên cứu có khả năng gây "đau, đau khổ, kiệt sức hay tổn thương lâu dài" được quy định bởi Luật (thủ thuật khoa học) động vật 1986 ở Anh.